# 40 Bank Street
Le 40 Bank Street est un gratte-ciel de la ville de Londres, au Royaume-Uni. Il est situé à Heron Quays, dans le quartier de Canary Wharf, dans le district de Tower Hamlets. 
Le bâtiment est haut de 153 m et comporte 33 étages. Il a été conçu par César Pelli et construit par Canary Wharf Contractors. La construction s'est achevée en 2003. 
Les principaux locataires sont Barclays Capital, ANZ Bank et Allen & Overy.